# مراس (شركة)
مِراس هي شركة قابضة خاصة يقع مقرها الرئيسي في دبي ولها عمليات وأصول في دولة الإمارات العربية المتحدة. في عام 2020، أصبحت مِراس شركة تابعة لشركة دبي القابضة بناءً على توجيهات من الشيخ محمد بن راشد آل مكتوم حاكم دبي. يشغل الشيخ أحمد بن سعيد آل مكتوم منصب رئيس مجلس إدارة مجموعة مِراس.

## تاريخ
منذ تأسيسها في عام 2007، أطلقت المجموعة التي تتخذ من دبي مقرًا لها العديد من المشاريع في قطاعات متعددة بما في ذلك العقارات وتجارة التجزئة والضيافة والأغذية والمشروبات والترفيه والتسلية والرعاية الصحية.
تتكون محفظة مراس العقارية من مبيعات التطوير العقاري وإدارة الأصول في جميع أنحاء دبي. وتشمل المشاريع بورت دو لا مير، سنترال بارك في سيتي ووك، تشيريوودز، بلوواترز ريزيدنسز، بولغاري ريزيدنسز، منتجع نيكي بيتش، سبا آند ريزيدنسز، وفيلا أمالفي في خليج جميرا. ،وكايت بيتش ومشروع جميرا بيرل، ومشروع جزيرة جميرا باي، وجزيرة بلو واترز (عين دبي)، وباركس بارك
في عام 2019، أطلقت مراس أحدث وجهاتها ميناء دبي، تم الترويج للمشروع المقترح باعتباره "أكبر مرسى في الشرق الأوسط وشمال أفريقيا"، ويضم إجمالي 1100 رصيفًا. وكان من المقرر أيضًا أن يكون الميناء موطنًا لمنارة دبي التي يبلغ ارتفاعها 135 مترًا.